# Alphabet islandais

Illustration d'un clavier islandais.

L’alphabet islandais est composé des 32 lettres suivantes :
A Á B D Ð E É F G H I Í J K L M N O Ó P R S T U Ú V X Y Ý Þ Æ Ö
Les noms des lettres sont :
| Lettre | Nom       | Prononciation (notation de l'API) |
| ------ | --------- | --------------------------------- |
| A a    | a         | [a]                               |
| Á á    | á         | [au̯]                              |
| B b    | bé        | [pjɛ]                             |
| D d    | dé        | [tjɛ]                             |
| Ð ð    | eð        | [ɛð̠]                              |
| E e    | e         | [ɛ]                               |
| É é    | é         | [jɛ]                              |
| F f    | eff       | [ɛfː]                             |
| G g    | gé        | [cɛ]                              |
| H h    | há        | [hau̯]                             |
| I i    | i         | [ɪ]                               |
| Í í    | í         | [i]                               |
| J j    | joð       | [jɔð̠]                             |
| K k    | ká        | [kʰau̯]                            |
| L l    | ell       | [ɛtl̥]                             |
| M m    | emm       | [ɛmː]                             |
| N n    | enn       | [ɛnː]                             |
| O o    | o         | [ɔ]                               |
| Ó ó    | ó         | [ou̯]                              |
| P p    | pé        | [pʰjɛ]                            |
| R r    | err       | [ɛr]                              |
| S s    | ess       | [ɛs]                              |
| T t    | té        | [tʰjɛ]                            |
| U u    | u         | [ʏ]                               |
| Ú ú    | ú         | [u]                               |
| V v    | vaff      | [vafː]                            |
| X x    | ex        | [ɛxs]                             |
| Y y    | ufsilon y | [ʏfsɪlɔn ɪ]                       |
| Ý ý    | ufsilon ý | [ʏfsɪlɔn i]                       |
| Þ þ    | þorn      | [θ̠ɔtn̥]                            |
| Æ æ    | æ         | [ai̯]                              |
| Ö ö    | ö         | [œ]                               |

Dérivé du latin, il comporte deux consonnes en plus, þ (thorn, proche du s en français ou du « th » de think en anglais) et ð (edh, proche du z en français ou du « th » de that en anglais), qui ne sont pas connues des autres langues (à part le féroïen qui emploie le ð).
Les lettres C (sé, [sjɛ]), Q (kú, [kʰu]) et W (tvöfalt vaff, [ˈtʰvœfal̥t ˌvafː]) ne sont utilisées que pour les mots d’origine étrangère et les noms propres. La lettre Z (seta, [ˈsɛta]) était utilisée avant 1974, quand elle a été abolie ; c’était seulement un détail étymologique. Cependant, le journal islandais le plus important, le Morgunblaðið, utilise quelquefois le Z (mais rarement), et un collège, le Verzlunarskóli Íslands, l’utilise dans son nom.
Pour les prononciations, voir le Wiktionnaire : https://fr.m.wiktionary.org/wiki/Annexe:Prononciation/islandais